# Jozef Záhorský
Jozef Záhorský (28. září 1917 – ???) byl slovenský a československý politik Komunistické strany Slovenska a poúnorový poslanec Národního shromáždění ČSR.

## Biografie
Ve volbách roku 1954 byl zvolen za KSS do Národního shromáždění ve volebním obvodu Vráble-Zlaté Moravce-Levice-Nitra. V parlamentu setrval do konce funkčního období, tedy do voleb roku 1960. K roku 1954 se profesně uvádí jako předseda JZD v obci Nová Ves nad Žitavou.